# DJ Pooh
DJ Pooh, eigentlich Mark Jordan (* 1969 in Los Angeles) ist ein US-amerikanischer Musikproduzent, Drehbuchautor, Regisseur und Schauspieler.

## Werdegang
DJ Pooh war Mitglied des Hip-Hop-Produktionsteams L.A. Posse, das 1987 von Russell Simmons beauftragt wurde, LL Cool Js Album Bigger and Deffer zu produzieren. Er stieg danach bei L.A. Posse aus und war als eigenständiger Produzent für andere Hip-Hop-Künstler, zum Beispiel für Tha Dogg Pound auf deren Album Dogg Food oder auf 2Pacs Doppelalbum All Eyez on Me, tätig. Nachdem er 1992 auf Ice Cubes Album The Predator mehrere Stücke, darunter die Single It Was a Good Day, produzierte, arbeitete er weiter mit Ice Cube zusammen. Dabei entstanden unter anderem die Drehbücher für den Film Friday, er selbst übernahm die Rolle Red, und dessen zwei Nachfolger. 1992 gründete er das Plattenlabel Da Bomb, auf dem 1997 in Zusammenarbeit mit Atlantic Records sein einziges Soloalbum Bad Newz Travels Fast erschien. Bei dem 2001 erschienenen Film The Wash mit Dr. Dre und Snoop Dogg in den Hauptrollen war er als Autor, Regisseur und Schauspieler in der Rolle Slim beteiligt. Am 2004 erschienenen Computerspiel Grand Theft Auto: San Andreas war er ebenfalls als Autor beteiligt.

## Diskografie

### Alben
- 1997: Bad Newz Travels Fast

### Produktion
- 1992: Ice Cube – The Predator (4 Stücke)
- 1996: 2Pac – All Eyez on Me
- 1996: Snoop Dogg – Tha Doggfather (14 Stücke)

## Filmografie

### Schauspieler
- 1995: Friday
- 2001: The Wash

### Drehbuch
- 1995: Friday
- 2000: Next Friday
- 2001: The Wash
- 2002: Friday After Next